# Henrik von Eckermann
Henrik Claes Edvard von Eckermann (Ripsa, 25 de mayo de 1981) es un jinete sueco que compite en la modalidad de salto ecuestre.
Participó en tres Juegos Olímpicos de Verano, obteniendo una medalla de oro en Tokio 2020, en la prueba por equipos (junto con Malin Baryard-Johnsson y Peder Fredricson), el sexto lugar en Londres 2012 y el séptimo en Río de Janeiro 2016, en la misma prueba.
Ganó tres medallas en el Campeonato Mundial de Saltos Ecuestres, en los años 2018 y 2022, y tres medallas en el Campeonato Europeo de Saltos Ecuestres entre los años 2013 y 2023.

## Palmarés internacional
| Juegos Olímpicos   | Juegos Olímpicos       | Juegos Olímpicos  | Juegos Olímpicos |
| Año                | Lugar                  | Medalla           | Categoría        |
| ------------------ | ---------------------- | ----------------- | ---------------- |
| 2020               | Tokio (Japón)          | Medalla de oro    | Por equipos      |
| Campeonato Mundial |                        |                   |                  |
| Año                | Lugar                  | Medalla           | Categoría        |
| 2018               | Tryon (Estados Unidos) | Medalla de plata  | Por equipos      |
| 2022               | Herning (Dinamarca)    | Medalla de oro    | Individual       |
| 2022               | Herning (Dinamarca)    | Medalla de oro    | Por equipos      |
| Campeonato Europeo |                        |                   |                  |
| Año                | Lugar                  | Medalla           | Categoría        |
| 2013               | Herning (Dinamarca)    | Medalla de bronce | Por equipos      |
| 2017               | Gotemburgo (Suecia)    | Medalla de plata  | Por equipos      |
| 2023               | Milán (Italia)         | Medalla de oro    | Por equipos      |